# Roger Payne (legatore)
Roger Payne (Windsor, 1739 – Londra, 20 novembre 1797) è stato un editore inglese, specializzato come legatore.

## Biografia
La sua carriera di legatore iniziò dapprima ad Eton assieme all'editore J. Pote e successivamente a Londra con Th. Osborne, fino al giorno in cui gli fu possibile avviare un'attività in proprio grazie al sostegno, nel 1768, del libraio Th. Payne.
Le sue legature si caratterizzarono per i colori verde, rosso, azzurro e cuoio di Russia, con gli interni impreziositi dal rivestimento in pelle.
Il suo stile si dimostrò raffinato e sobrio, ed ebbe molto successo presso i suoi contemporanei, specialmente i francesi che si ispirarono ai suoi lavori.
Tra i lavori più apprezzati del Payne, si ricordano quelli conservati nella Biblioteca Robert Hoe e al British Museum di Londra.

## Opere
- Legature conservate nella Biblioteca Robert Hoe British Museum di Londra;
- Legature conservate al British Museum di Londra;
- Legature conservate alla John Rylands library di Manchester.